# 岡田愛マリー
岡田 愛 マリー（おかだ めぐみ マリー、1990年7月4日 - ）は、テレビ愛知のアナウンサー。

## 来歴
フィリピン・マニラ生まれで、和歌山県で育つ。父は日本人、母はフィリピン人である。
宝塚コドモアテネに通い、タカラジェンヌを目指したこともあった。
和歌山信愛女子短期大学付属高校（現在の和歌山信愛高等学校）を経て、和歌山大学観光学部地域再生学科を卒業した。
2013年4月、岡山放送（OHK）に入社した。『エブリのまち』『ミルンへカモン! なんしょん?』等の番組にレギュラー出演した。
2017年3月29日放送の『なんしょん?』出演をもってOHKを退社した。同年4月、テレビ愛知に移籍した。
2020年5月30日からスタートした、在名民間放送局5社が地元を応援する「こころをひとつに」プロジェクトの共同CMに、テレビ愛知代表として出演。

## 人物
趣味はクラシックバレエ、ミュージカル鑑賞。バレエは高校時代まで習っていた。
2018年9月9日、当時CBCテレビアナウンサーだった江田亮と11月に結婚することが本人のコメントとともに報じられた。
2023年5月に、現在は独身であることを自身のSNSで公表した。

### 交友関係
フリーアナウンサーの早川茉希は、OHK時代から局は違うが交友がある。
山梨放送アナウンサーの小松千絵は、岡田と同じ宝塚音楽学校の元受験生で親交がある。

## 現在の出演番組
- 5時スタ - メインキャスター（2020年4月6日 - ）

## 過去の出演番組

### テレビ愛知
- ニュースモーニングサテライト - 「朝ライブ　世界に誇るものづくり」（テレビ東京系全国ネット）中継（2018年4月27日）
- テレビ愛知 10チャンベースボール（2018年のみ進行を担当）
  - 岡田の入社前年（2016年6月30日）の人事異動で、現役のスポーツアナウンサーが全員アナウンス職を離れて以来、2人のゲスト解説者だけで中継を進行してきたことに伴う措置。実況やベンチリポートではなく、視聴者からの質問やメッセージを伝えたり、中継に関する情報を紹介したりする役割を担っていた。
- ゆうがたサテライト（ローカル枠）
- 「こころをひとつに」プロジェクト 共同CM（2020年5月30日 - 9月30日）

### 岡山放送
- エブリのまち - MC（月 - 木曜、2013年9月30日 - ）
- ミルンへカモン! なんしょん? - レポーター（2016年7月 - 2017年3月29日）
- OHKフラッシュニュース（ローカルニュース） - キャスター（随時）
- OHKスーパーニュース - リポーター
- 晴れやかサン - リポーター（2015年1月21日 - 4月1日）
  - 医療ネットワーク岡山「晴れやかネット」の広報番組[13]。

### Locipo
- 岡田愛マリーの待てば歌劇のヅカ日和　（2020年10月17日 - ）
- SKE48の名古屋4局のアナウンサーを8週連続で呼び出したった。（2020年11月6日）- ゲスト出演[14]
- 10チャンミステリー テレビ愛知社長殺人事件（2022年1月22日） - 地上波生放送＆同時生配信[15]